# シャーキル・ハムザ
ムハンマド・シャーキル・ビン・ハムザ（Muhammad Shakir bin Hamzah、1992年10月20日 - ）は、ホーム・ユナイテッドに所属するサッカー選手。シンガポール代表。ポジションはDF。

## 経歴
シャーキルはサッカー協会のアカデミーを卒業し、2009年にヤング・ライオンズでプロデビューを果たした。
2011年12月には新設されるシンガポール・ライオンズXIIの初期メンバーの一員となった。主に左側のディフェンスを担当し、2013年のマレーシア・スーパーリーグ制覇に貢献した。
2013年5月17日のパハンFA戦に出向く際に、服役の休暇を取らなかっため、翌月に四日間追加の服役を課された。更にシンガポールサッカー協会から4000シンガポールドルの支払い及び30時間のサッカー関係事業での奉仕が終了するまでのサッカー活動の停止を命ぜられた。
また、2015年にはシンガポール・セレクションXIに選出された。

## 代表歴
シンガポールが銅メダルを獲得した、2013年の東南アジア競技大会の代表のメンバーの一人である。A代表デビューは2012年6月8日のマレーシア代表戦であった。2017年9月5日、2019年AFCアジアカップ3次予選のトルクメニスタン代表戦で代表初得点を挙げた。

## 生活
シャーキルの兄はかつてシンガポール・ライオンズXIIでチームメイトであった、シャーヒル・ハムザである。

## 個人成績

### クラブ
2014年3月8日現在
| 国内大会個人成績 | 国内大会個人成績 | 国内大会個人成績 | 国内大会個人成績 | 国内大会個人成績 | 国内大会個人成績 | 国内大会個人成績 | 国内大会個人成績 | 国内大会個人成績 | 国内大会個人成績 | 国内大会個人成績 | 国内大会個人成績 |
| 年度             | クラブ           | 背番号           | リーグ           | リーグ戦         | リーグ戦         | リーグ杯         | リーグ杯         | オープン杯       | オープン杯       | 期間通算         | 期間通算         |
| 年度             | クラブ           | 背番号           | リーグ           | 出場             | 得点             | 出場             | 得点             | 出場             | 得点             | 出場             | 得点             |
| シンガポール     | シンガポール     | シンガポール     | シンガポール     | リーグ戦         | リーグ戦         | リーグ杯         | リーグ杯         | シンガポール杯   | シンガポール杯   | 期間通算         | 期間通算         |
| ---------------- | ---------------- | ---------------- | ---------------- | ---------------- | ---------------- | ---------------- | ---------------- | ---------------- | ---------------- | ---------------- | ---------------- |
| 2010             | Yライオンズ      |                  | Sリーグ          | 18               | 0                | -                | -                | 4                | 0                | 22               | 0                |
| 2011             | Yライオンズ      |                  | Sリーグ          | 11               | 0                | -                | -                | -                | -                | 11               | 0                |
| マレーシア       | マレーシア       | マレーシア       | マレーシア       | リーグ戦         | リーグ戦         | マレーシア杯     | マレーシア杯     | FA杯             | FA杯             | 期間通算         | 期間通算         |
| 2012             | ライオンズXII    |                  | スーパー         | 14               | 0                | 0                | 0                | 3                | 0                | 17               | 0                |
| 2013             | ライオンズXII    |                  | スーパー         | 14               | 1                | 8                | 0                | 0                | 0                | 22               | 1                |
| 2014             | ライオンズXII    |                  | スーパー         | 6                | 1                | 0                | 0                | 2                | 0                | 8                | 1                |
| 通算             | シンガポール     | シンガポール     | Sリーグ          | 29               | 0                | 0                | 0                | 4                | 0                | 33               | 0                |
| 通算             | マレーシア       | マレーシア       | スーパー         | 34               | 2                | 8                | 0                | 5                | 0                | 47               | 2                |
| 総通算           | 総通算           | 総通算           | 総通算           | 63               | 2                | 8                | 0                | 9                | 0                | 80               | 2                |

### 代表
2014年3月5日現在
| シンガポール代表 | シンガポール代表 | シンガポール代表 |
| 年               | 出場             | 得点             |
| ---------------- | ---------------- | ---------------- |
| 2012             | 1                | 0                |
| 2013             | 5                | 0                |
| 2014             | 2                | 0                |
| 計               | 8                | 0                |

U-23代表での得点一覧
| No | 日附          | 場所   | 対戦相手               | 得点 | 結果 | 大会     |
| -- | ------------- | ------ | ---------------------- | ---- | ---- | -------- |
| 1  | 2015年5月16日 | 静岡県 | 静岡産業大学サッカー部 | 3-0  | 3-0  | 親善試合 |

## タイトル

### クラブ
シンガポール・ライオンズXII
- マレーシア・スーパーリーグ: 2013

### 代表
シンガポールU-23
- 東南アジア競技大会

銅メダル: 2013